# Guerra bohemio-húngara
La guerra de Bohemia o guerra checo-húngara (en checo: Česko-uherské války, en húngaro: cseh-magyar háborúk (1468-1478) comenzó cuando el rey de Hungría, Matías Corvino, invadió el reino de Bohemia, Matías invadió con el pretexto de devolver Bohemia al catolicismo, pues en ese momento, estaba gobernado por el rey husita Jorge de Podiebrad. La invasión de Matías fue un gran éxito, lo que le llevó a adquirir las partes sur y este del país. Sin embargo, sus tierras centrales, con centro en Praga, nunca fueron tomadas. En última instancia, tanto Matías como Jorge se proclamarían reyes, aunque ninguno de los dos adquirió todos los títulos subordinados necesarios. Cuando Jorge murió en 1471, su sucesor Vladislao II continuó la lucha contra Matías. En 1478, la guerra terminó tras los tratados de Brno y Olomouc. Tras la muerte de Matías en 1490, Vladislao lo sucedería como rey de Hungría y Bohemia.

## Antecedentes
Al comienzo de su reinado, Matías continuó la política de su padre Juan Hunyadi de defender Hungría, el "baluarte de la cristiandad", contra los turcos. Sin embargo, mientras Matías dirigía campañas cada año, se dio cuenta de que a fines del siglo XV ya no era posible expulsar a los turcos otomanos de Europa. Enfurecido por los altos costos de mantener la frontera con el sultán y resentido con sus vecinos cristianos, como Federico III, que a menudo se entrometía en Hungría cuando Matías estaba en campaña, Matías tomó la decisión radical de llegar a una entente con los turcos, lo que le permitió al rey húngaro girar hacia el oeste.
El 23 de diciembre de 1466, el Papa Pablo II declaró a Jorge de Podiebrad como hereje depuesto del trono y declaró una cruzada contra el reino de Bohemia. En 1467, el Papa confirmó a Zdeněk de Šternberk, líder de la Unión de la Montaña Verde, como líder de los católicos.

## La guerra
En 1468, Matías inició una guerra en Bohemia con el pretexto de devolver esa tierra al Papado. Jorge de Podiebrad, que una vez había protegido a Matías, se había convertido en un blanco demasiado tentador. En mayo, la lucha tuvo lugar en el suroeste de Moravia, el 14 de mayo, Třebíč fue conquistada. Luego, las tropas de Matías sitiaron el castillo de Špilberk en Brno y el monasterio fortificado de Hradisko cerca de Olomouc. La expedición checa contra las tropas de Matías terminó en desastre cuando el ejército checo se dispersó en la batalla de Zvole y su comandante Zdeněk Kostka de Postupice fue herido de muerte. Tras el asedio, también se rindió la guarnición del monasterio de Hradisko, y en febrero de 1469, después de seis meses, Špilberk.
En febrero de 1469, Matías Corvino partió con un fuerte ejército a Bohemia y atacó Kutná Hora. Sin embargo, su ejército fue rodeado por el checo en Vilémov en las tierras altas de Bohemia y Moravia. Matías se vio obligado a una reunión personal con Jorge de Podiebrad, en la que prometió renunciar a una mayor hostilidad hacia el rey checo, siendo liberado. Sin embargo, no cumplió su promesa. El 3 de mayo del mismo año, fue elegido rey checo por los señores católicos de Olomouc. En junio, sin embargo, la Dieta rechazó esta elección y, a sugerencia de Jorge de Podebrad, reconoció a Vladislao Jagellón como sucesor al trono checo. En Moravia y Silesia en particular, estallaron enfrentamientos entre los partidarios de los dos bandos.
En 1469, Jorge de Podebrady envió a su hijo Enrique a Moravia del Sur. Ganó la batalla de Uherský Brod sobre Matías en noviembre de 1469 y luego penetró hasta Alta Hungría, donde devastó los alrededores de Trenčín. A principios de 1470 la guerra continuó, en febrero se conquistó Nový Hrad, que era propiedad de la familia de señores de Kunštát. En el verano, Jorge de Podiebrad entró en Uherské Hradiště y desde allí fue a Silesia. Matías aprovechó la ocasión e invadió Bohemia Oriental desde Olomouc. Sin embargo, fue detenido en Praga por un ejército como parte de una breve campaña dirigida por la reina Juana, a la que se opusieron las tropas de Jorge que regresaban. El 22 de marzo de 1471 murió Jorge de Podiebrad, y en mayo del mismo año Vladislao fue elegido rey por el parlamento checo.
Matías nunca pudo arrebatar Praga a los husitas. La guerra continuaría con el sucesor de Jorge, Vladislao II, hasta que este último firmó el tratado de Brno con Matías en 1478, reconociendo las conquistas del rey húngaro. La paz de Olomouc confirmaría el tratado de Brno.
Matías, que controlaba parte de Bohemia y la mitad de Moravia, fue coronado en Jihlava por un legado papal como rey checo. En el Reino de Bohemia prevaleció el bando del Jagellón, y en las Tierras de la Corona de Bohemia, prevaleció Matías. Un componente político y militar importante fue Polonia, que por supuesto apoyó a Vladislao Jagellón. Los polacos intentaron apoyar el levantamiento en Hungría. En 1467, parte de la nobleza aristocrática, que todavía estaba del lado de Jorge de Podiebrad y Vladislav Jagellón, se puso del lado de Matías. La guerra continuó sin grandes batallas, solo pequeñas escaramuzas locales a lo largo de la primera mitad de los años 70.

## Resolución
El final de la guerra y la búsqueda de un compromiso aceptable fueron discutidos entre los dos gobernantes y en las asambleas estatales. El 7 de diciembre de 1478, se anunció un acuerdo de armisticio en el ayuntamiento de Olomouc, según el cual ambos gobernantes podrían usar el título de "rey checo". Estos acuerdos fueron confirmados por la paz de Olomouc del 21 de julio de 1479. Vladislao gobernó solo en Bohemia, Matías en Moravia, Silesia y Lusacia. El que sobreviviera al otro se convertiría en el rey hereditario. Esto sucedió con la muerte de Matías en 1490. Vladislao Jagellón ganó así la corona para sus sucesores, por lo que tuvo que pagar a los herederos de Matías 400.000 ducados.